# Frédéric Christen
Pour les articles homonymes, voir Christen.
Frédéric Christen est un footballeur français né le 27 août 1964 à Toulouse, ayant joué au poste de milieu de terrain.

## Biographie
Frédéric Christen, formé au Toulouse AC, joue son premier match de première division avec l'AS Monaco le 19 février 1983 contre le Toulouse FC. La même année, il remporte avec l'équipe de France le Championnat d'Europe des moins de 18 ans. Avec l'AS Monaco, il est finaliste de la Coupe de la Ligue de football 1984 et remporte le Trophée des champions 1985, inscrivant un but contre les Girondins de Bordeaux à la 62e minute.
En 1987, après 27 matchs sous le maillot monégasque, il rejoint le Racing Club de Strasbourg ; il y remporte notamment le titre de champion de France de deuxième division 1987-1988. Après quatre années en Alsace comprenant un intermède en prêt à l'EA Guingamp lors de la saison 1989-1990, il devient en 1991 un joueur du Stade athlétique spinalien. Il termine sa carrière à l'ASOA Valence lors de la saison 1993-1994.

## Palmarès

### En club
- Champion de France de deuxième division en 1988 avec le Racing Club de Strasbourg.
- Vainqueur du Trophée des champions en 1985 avec l'AS Monaco.
- Finaliste de la Coupe de la Ligue en 1984 avec l'AS Monaco.

### En sélection
- Vainqueur du Championnat d'Europe des moins de 18 ans en 1983 avec l'équipe de France